# Fasciatispora nypae
Fasciatispora nypae är en svampart som beskrevs av K.D. Hyde 1991. Fasciatispora nypae ingår i släktet Fasciatispora, ordningen kolkärnsvampar, klassen Sordariomycetes, divisionen sporsäcksvampar och riket svampar.   Inga underarter finns listade i Catalogue of Life.